# غودنيت مامي
غودنيت مامي (بالألمانية: Ich seh, Ich seh) هو فيلم رعب تم إنتاجه في النمسا وصدر في سنة 2014. كتبه وأخرجه فيرونيكا فرانز وسيفيرين فيالا. تم ادخال الفيلم للمنافسة على الترشيح لجائزة الأوسكار لأفضل فيلم بلغة أجنبية في في النسخة 88، لكنه لم يترشح.

## الميزانية والإيرادات
حقق إيرادات تقدر بـ 1.2 مليون دولار.

## وصلات خارجية
- غودنيت مامي على موقع IMDb (الإنجليزية)
- غودنيت مامي على موقع ميتاكريتيك (الإنجليزية)
- غودنيت مامي على موقع روتن توميتوز (الإنجليزية)
- غودنيت مامي على موقع نتفليكس (الإنجليزية)
- غودنيت مامي على موقع قاعدة بيانات الأفلام العربية
- غودنيت مامي على موقع ألو سيني (الفرنسية)
- غودنيت مامي على موقع أول موفي (الإنجليزية)
- غودنيت مامي على موقع بوكس أوفيس موجو (الإنجليزية)
- غودنيت مامي على موقع فيلمافينيتي (الإسبانية)
- غودنيت مامي على موقع قاعدة بيانات الفيلم (الإنجليزية)